# Marema

Marema este un oraș în Santa Catarina (SC), Brazilia.